# Leucochrysa riodoce
Leucochrysa riodoce är en insektsart som beskrevs av C. Tauber 2007. Leucochrysa riodoce ingår i släktet Leucochrysa och familjen guldögonsländor. Inga underarter finns listade i Catalogue of Life.